# Twierdzenie Bézouta
Twierdzenie Bézouta:  Wartość dowolnego wielomianu {\displaystyle f(x)} obliczona dla dowolnej wartości {\displaystyle x=r} jest równa reszcie z dzielenia wielomianu {\displaystyle f(x)} przez dwumian {\displaystyle (x-r)}. W szczególnym wypadku, gdy {\displaystyle f(r)=0}, to wielomian jest podzielny przez {\displaystyle (x-r)}, zaś {\displaystyle r} jest pierwiastkiem wielomianu.

## Przykłady
(1) Wielomian {\displaystyle f(x)=x^{3}-12x^{2}-42}
nie jest podzielny przez {\displaystyle x-3}, gdyż {\displaystyle f(3)=-123\neq 0}; de facto w dzieleniu tego wielomianu przez {\displaystyle x-3} otrzymuje się trójmian {\displaystyle g(x)=x^{2}-9x-27} i resztę  {\displaystyle r=f(3)=-123}.
(2) Wielomian {\displaystyle f(x)=x^{5}-2x^{4}+x^{3}-3x^{2}+x+2}
jest podzielny przez {\displaystyle x-2}, gdyż {\displaystyle f(2)=0}.

## Twierdzenie Bézouta - ogólne sformułowanie
Niech {\displaystyle {\mathcal {R}}} będzie pierścieniem przemiennym z jedynką. 
Tw. Element {\displaystyle r\in {\mathcal {R}}} jest pierwiastkiem niezerowego wielomianu {\displaystyle f(x)\in {\mathcal {R}}[x]} wtedy i tylko wtedy, gdy istnieje taki wielomian {\displaystyle S(x)\in {\mathcal {R}}[x],} że {\displaystyle f(x)=(x-r)S(x).} Ponadto stopień wielomianu {\displaystyle S(x)} jest o jeden niższy niż stopień wielomianu{\displaystyle f(x)}, tj. {\displaystyle \deg S(x)=\deg f(x)-1}.

### Dowód:
Niech wielomian ma postać
{\displaystyle f(x)=a_{n}x^{n}+a_{n-1}x^{n-1}+\cdots +a_{1}x+a_{0},}
Różnica dwóch k-tych potęg dana jest znanym wzorem:
{\displaystyle x^{k}-r^{k}=(x-r)(x^{k-1}+x^{k-2}r+\dots +xr^{k-2}+r^{k-1}).}
Niech {\displaystyle S_{k}=x^{k-1}+x^{k-2}r+\dots +xr^{k-2}+r^{k-1}}oznacza większy czynnik z prawej strony powyższej równości. Wtedy
{\displaystyle f(x)-f(r)=(x-r)(a_{n}S_{n}+\cdots +a_{2}S_{2}+a_{1}),}
(ponieważ {\displaystyle S_{1}=1}). 
Wtedy
{\displaystyle f(x)=(x-r)(a_{n}S_{n}+\cdots +a_{2}S_{2}+a_{1})+f(r).}
Ponieważ {\displaystyle S(x)=a_{n}S_{n}+\cdots +a_{2}S_{2}+a_{1}}  jest wielomianem stopnia n-1 (gdyż np.  {\displaystyle S_{n}=x^{n-1}+x^{n-2}r+\dots +xr^{n-2}+r^{n-1}} jest wielomianem stopnia n-1), to otrzymujemy tezę twierdzenia, cnd.

### Równość Bézouta
Wartość wielomianu {\displaystyle f(x)} w punkcie {\displaystyle r} jest równa reszcie z dzielenia wielomianu {\displaystyle f(x)} przez dwumian {\displaystyle x-r,} co wynika z ostatniej równości dowodu. Równość tę nazywa się równością Bézouta.